# Konstantin Grünwald
Konstantin Grünwald (19. února 1831, Moravská Ostrava – 17. dubna 1918, Moravská Ostrava) byl třetím moravskoostravským starostou.

## Život
Jednalo se o potomka váženého koželužského a barvířského rodu, který v Moravské Ostravě působil minimálně od roku 1642. Zajímavostí je, že jeden z předchůdců Konstantina Grünwalda se v letech 1649–1655 podílel jako radní na správě města. Grünwaldovi patřil dům na náměstí a obchod střižním zbožím.
V roce 1865 vstoupil do komunální politiky jako člen obecního výboru, avšak v červnu 1869 rezignoval na svoji funkci na protest proti negativnímu postoji Aloise Anderky k otevření hlavní chlapecké školy v Moravské Ostravě. Život ve městě mu však nebyl lhostejný, proto se rozhodl opět kandidovat. Dne 17. července 1873 byl zvolen starostou.
Otevřeně se hlásil k české národnosti a i úřední věci vyřizoval v češtině. V roce 1873 se stal ředitelem nově založené moravskoostravské spořitelny; tuto funkci vykonával až do roku 1897. Poněkud kontroverzní bylo založení nižší reálné školy s německým vyučovacím jazykem v roce 1877. Založení českého gymnázia v Ostravě totiž schválil zemský sněm, avšak radnice byla proti a argumentovala tím, že dobrého vzdělání je možné dosáhnout pouze v německých školách. Tyto argumenty byly zčásti pravdivé, protože vyšší vzdělání bylo možné získat pouze v němčině a také odborná literatura vycházela převážně v tomto jazyce. Proti české škole se (anonymně) postavil i Ignát Vondráček, jinak velký podporovatel českých věcí.
Dne 23. května 1880 podal Grünwald abdikaci na funkci starosty jako výraz nesouhlasu s rezolucí osmnácti německých členů obecního výboru. Ti nesouhlasili s tzv. Stremayrovými jazykovými nařízeními z dubna téhož roku, která v úředním styku zrovnoprávnila češtinu s němčinou.
Konstantin Grünwald zůstal členem obecního výboru až do roku 1892 (v letech 1882–1892 jako radní). Působil také ve spolkovém životě. Patřil mezi zakladatele a aktivní členy Matice ostravské, byl předsedou Občanské besedy, Moravského klubu a spolku Národní dům. Od roku 1914 byl v představenstvu ostravské pobočky Živnostenské banky.
Jako výraz uznání mu bylo 8. července 1898 uděleno čestné občanství města. Když v roce 1918 zemřel, německé noviny Ostrauer Zeitung v nekrologu napsaly: „Byl to Čech, ale neznal nic ze šovinismu… Byl to čestný a otevřený charakter, kterému leželo na srdci blaho obce a na jehož vedení se dalo spoléhat.“